# Jīrsar-e Bāqer Khāleh
Jīrsar-e Bāqer Khāleh är en ort i Iran.   Den ligger i provinsen Gilan, i den nordvästra delen av landet, 250 km nordväst om huvudstaden Teheran. Antalet invånare är 905.
Terrängen runt Jīrsar-e Bāqer Khāleh är mycket platt. Runt Jīrsar-e Bāqer Khāleh är det tätbefolkat, med 659 invånare per kvadratkilometer. Närmaste större samhälle är Rasht, 12,9 km söder om Jīrsar-e Bāqer Khāleh. Trakten runt Jīrsar-e Bāqer Khāleh består till största delen av jordbruksmark.